# 18 años vivos
18 años vivos  es el noveno álbum del grupo uruguayo de Art Rock, La Tabaré Milongón Banda, y el primero que grabaron en vivo. Lanzado por el sello Ayuí/Tacuabé en Uruguay y por el sello Zaf Records en Argentina, en 2004. Originalmente solo en formato CD.

## Contexto
La Tabaré ya había celebrado el año anterior, el 18 de diciembre de 2003, su 18° cumpleaños, en el Cine Teatro Plaza de Montevideo. Ahí recibieron una gran cantidad de músicos uruguayos invitados: las ex cantantes de La Tabaré (Andrea Davidovics, Bettina Mondino y Alejandra Wolff), Juan Casanova, Fernando Cabrera, Garo Arakelian, La Vela Puerca, El Cuarteto de Nos, Dany Umpi, La Ovidio Titer’s Band, los actores: Angie Oña y Leandro Íbero Núñez y el músico y artista plástico argentino Semilla Bucciarelli, proyectando imágenes creadas por él en vivo.
La idea de repetir ese cumpleaños pero en Buenos Aires, en el ND Ateneo, el 6 de marzo de 2004, fue del mánager argentino de la banda que se encargó de convocar a los músicos invitados locales. También de organizar la grabación y la edición argentina del CD por el sello Zaf Records.
La carátula de la edición argentina difiere de la realizada por Oscar Larroca para la edición uruguaya, pero mantiene la foto tomada por Matilde Campodónico.
También la edición del CD en Uruguay, viene con un track interactivo (modalidad ya realizada por La Tabaré en sus dos discos anteriores) con amplia información auditiva y visual de lo acontecido en estos festejos tanto en Montevideo como en Buenos Aires.

## Grabación
Los músicos invitados para este show en el ND Ateneo fueron los uruguayos: Fernando Cabrera, Alejandro Balbis (con Los Balbis), Sebastián "Enano" Teysera, Carlos "Coly" Quijano y Sebastián "Cebolla" Cebreiro (La Vela Puerca). Y los argentinos: Semilla Bucciarelli, Sergio Dawi, Gabriela Martínez (Las Pelotas), Enrique Symns, Guillespi, Mariano Sagasta, Omar Mollo, Palo Pandolfo, El Batra y Anel Paz.
En la edición del CD hubo varios invitados que no aparecen por mal sonido de la grabación o algún otro inconveniente técnico. Ellos fueron: Fernando Cabrera, Mariano Sagasta y El Batra.
El vivo no tiene prácticamente ninguna sobregrabación, ni agregado extra. Lo que se escucha es exactamente lo que se tocó esa noche a excepción del estribillo de "Soy un virus".
La Masterización se realizó el 23 y 25 de julio, también en Buenos Aires.

## Lista de canciones
Todos  los temas pertenecen en letra y música a Tabaré J. Rivero, excepto los indicados.
| N.º | Título                                                                                          | Duración |  |
| 1.  | «Sras. Sres.»                                                                                   | 1:11     |  |
| 2.  | «Excepto»                                                                                       | 3:31     |  |
| 3.  | «Flan flan»                                                                                     | 2:39     |  |
| 4.  | «Memorias de la sirvienta»                                                                      | 3:17     |  |
| 5.  | «No es fácil / Padre Nuestro» ("Padre Nuestro", texto de Leo Antúnez)                           | 2:16     |  |
| 6.  | «La canción del ganso»                                                                          | 2:48     |  |
| 7.  | «Caos en R.O.U.»                                                                                | 2:53     |  |
| 8.  | «Soy un virus» (Texto: Enrique Symns – Música: Hernán Rodríguez, Jorge Pi, "Pelao" Meneses)     | 6:06     |  |
| 9.  | «Noche de ánimas»                                                                               | 5:53     |  |
| 10. | «La enemistad»                                                                                  | 2:30     |  |
| 11. | «Lo que digo» (Letra: Tabaré J. Rivero – Música: Jorge Pi, Hernán Rodríguez y "Demonio" Chessa) | 4:11     |  |
| 12. | «La mugre de tus orejas»                                                                        | 2:54     |  |
| 13. | «Fuckin’ soneto / Dequerusa» (Letra: Tabaré. J. Rivero – Música: Hernán Rodríguez)              | 2:43     |  |
| 14. | «Vivir (es mucho)»                                                                              | 3:51     |  |
| 15. | «MonTelevideo me mata»                                                                          | 2:13     |  |
| 16. | «Alegrís»                                                                                       | 5:11     |  |
| 17. | «Putrefashion»                                                                                  | 4:26     |  |

## Músicos
- Tabaré J. Rivero: voz
- Hernán Rodríguez: guitarras y coros (y voz en "Noche de ánimas")
- Mónica Navarro: voz
- Jorge Pí: bajo, contrabajo y coros
- Pablo "Pelao" Meneses: batería y percusión

## Músicos Invitados
Por orden de aparición:
- Dani Umpi: voz en "Sras. Sres."
- Gabriela Martínez: bajo en "Flan flan"
- Palo Pandolfo: voz y guitarra española en "Memorias de la sirvienta"
- Semilla Bucciarelli: guitarra en "La canción del ganso"
- Enrique Symns: voz en "Soy un virus"
- Anel Paz: guitarra en "Noche de ánimas"
- Guillespi: trompeta en "Lo que digo"
- Omar Mollo: voz en "Fuckin’ soneto/ De querusa"
- Sebastián "Enano" Teysera: voz en "Vivir, es mucho"
- Carlos "Coly" Quijano: saxo en "Vivir, es mucho"
- Sebastián "Cebolla" Cebreiro: voz en "Vivir, es mucho"
- Los Balbis: coro de murga en "Alegrís"
- Sergio Dawi: saxo en "Putrefashion"

## Ficha técnica
- Captura del vivo: Hernán Ranucci
- Mezcla: Héctor Johnatan (en Estudio Supergaucho, en Buenos Aires – Argentina)
- Masterización: Anel Paz (en Estudio Supergaucho, en Buenos Aires – Argentina)
- Posproducción: Riki Musso (en Estudio Tio Riki  -  Montevideo- Uruguay)
- Producción y realización general: Claudio Bernárdez
- Mánager en Argentina: Claudio Bernárdez
- Arte de carátula: Oscar Larroca
- Foto de carátula: Matilde Campodónico
- Diseño Gráfico (en Argentina): Nicolás Fonzo
- Diseño Gráfico (en Uruguay): Federico Meneses
- Sonido (en vivo): Ricardo “Dipa” Dipaolo
- Locación habitacional: Guillermo Cervetto
- Asistencia existencial: Lourdes Ferrari
- Representante artístico: Andrés Rega